# Mozartstraße (Leipzig)
Die Mozartstraße in Leipzig ist eine Anliegerstraße im Ortsteil Zentrum-Süd. Sie gehört zum Musikviertel und ist benannt nach dem Komponisten Wolfgang Amadeus Mozart (1756–1791).

## Verlauf
Die Mozartstraße beginnt im Osten als Fortsetzung der Riemannstraße an der Mozartbrücke, die wegen der Überwölbung des Pleißemühlgrabens als solche nicht mehr erkennbar ist. Die Straße verläuft geradlinig in etwa westsüdwestlicher Richtung, bis sie nach etwa 500 Metern am Clara-Zetkin-Park senkrecht auf die Karl-Tauchnitz-Straße trifft. In ihrem Verlauf nimmt sie die von Süden kommende Simsonstraße auf und kreuzt die Grassistraße, die Ferdinand-Rhode-Straße und die Schwägrichenstraße.
Die Straße ist über die gesamte Länge, zumindest einseitig, von Bäumen gesäumt, wobei neben Ahorn die Platane überwiegt. Sie ist zum größten Teil gepflastert und besitzt beiderseits markierte Parkflächen und keine Fahrradstreifen.

## Geschichte
Bei der Planung des Musikviertels, dessen Bebauung 1884 mit der Errichtung des Konzerthauses begann, an dessen Südseite die heutige Mozartstraße verlief, hatte diese zunächst die Bezeichnung „V“. 1883 erhielt sie den Namen Mozartstraße. Mozart hatte im Frühjahr 1789 Leipzig zweimal besucht. Die Bebauung der Straße erfolgte etwa zwischen 1885 und 1905.
Die Mozartstraße ist mit einigen bekannten Personen verbunden. Von 1889 bis 1892 betrieb im Erdgeschoss des Hauses Nr. 7 Balduin Dörffel den von seinem Vater, dem Stadtbibliothekar Alfred Dörffel (1821–1905), geerbten Musikverlag und die vom Vater 1884 gegründete private Leihanstalt für Musikliteratur, die nach dem Konkurs der Grundstock der 1894 eröffneten Musikbibliothek Peters wurde.
Im Haus Nr. 1 wurde am 21. September 1904 der deutsch-französischer Maler und Grafiker Hans Hartung (1904–1989) geboren. Im Haus Nr. 17 wohnte von 1942 bis zu ihrem Weggang aus Leipzig 1949 die Tänzerin Mary Wigman (1886–1973), die in dieser Zeit einen Gastlehrervertrag an der Abteilung Tanz der Hochschule für Musik hatte. Für die letzten beiden Fakten existieren Gedenktafeln an den Häusern. In der Nr. 17 wohnte später der Verleger Hans Marquardt (1920–2004). Ein Stolperstein für Anna Jaffe an der Ecke Simsonstraße bezieht sich auf deren Wohnung in der Simsonstraße 2.
Von 1896 bis 1945 fuhren Straßenbahnen durch den östlichen Teil der Mozartstraße und bogen dann nach Norden in die Grassistraße ab. Im Zweiten Weltkrieg wurde mehr als die Hälfte der Gebäude der Straße zerstört oder beschädigt.

## Bebauung
Die Gebäude der Mozartstraße sind, wie in der Originalbebauung, von Osten her bis zur Ferdinand-Rhode-Straße in geschlossener Bauweise und ab hier in offener errichtet. Die im Zweiten Weltkrieg nicht zerstörten oder nur leicht beschädigten Häuser sind saniert und stehen unter Denkmalschutz. Es sind dies die Hausnummern 1, 3, 8, 10 17, 19, 21 und 21a. Die Nr. 21a ist eine vom Architekten Arthur Johlige (1857–1937) zur Eigennutzung 1903 erbaute Villa, die im Zweiten Weltkrieg bis auf das Erdgeschoss zerstört und 2016 nach altem Vorbild wieder aufgestockt wurde. Den Platz des zerstörten Gewandhauses nimmt das Geisteswissenschaftliche Zentrum der Universität ein, dessen Rückfront zur Mozartstraße weist.
Die Mozartstraße ist eine nahezu reine Wohnstraße, abgesehen von in Wohnungen eingerichteten Büros oder Kanzleien und den neu errichteten Gebäuden Nr. 4 und Nr. 6, die je eine Gaststätte enthalten und die Nr. 6 eine Fahrradwerkstatt. Auch neu errichtet wurde während der DDR-Zeit ein elfgeschossiger Plattenbau vom Typ P2/11 zwischen der Schwägrichen- und der Ferdinand-Rhode-Straße.

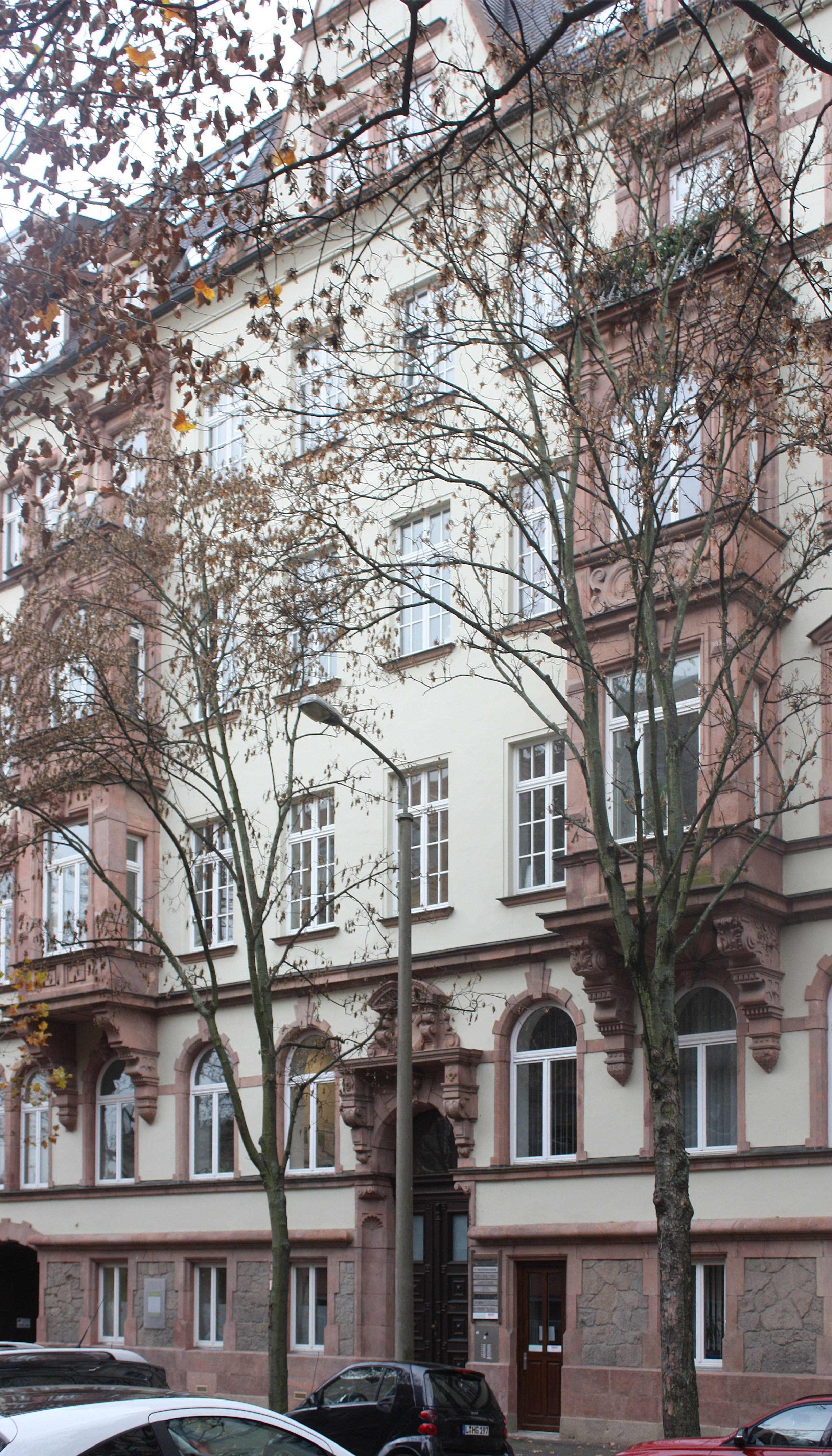
Nr. 1 (2015)
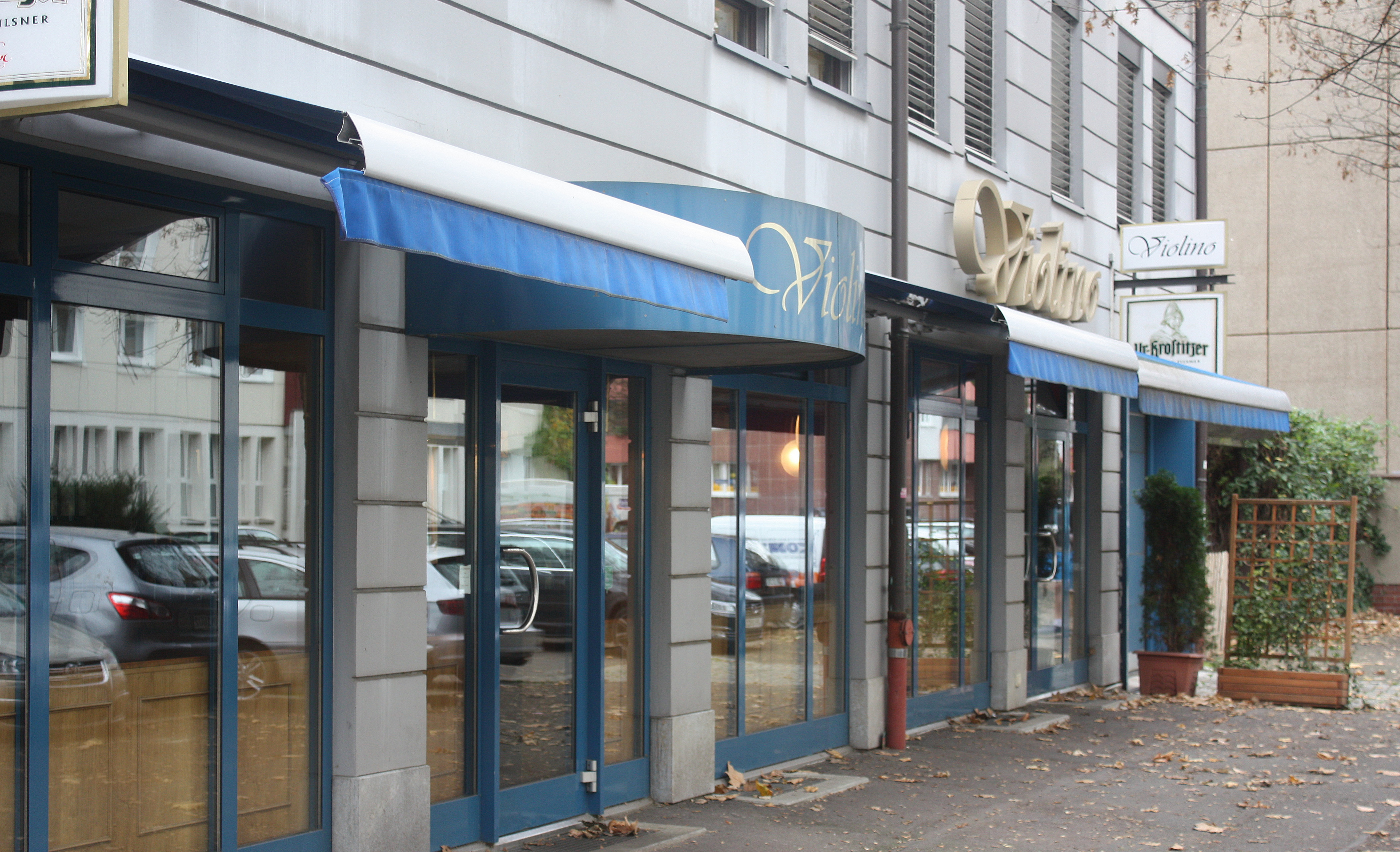
Restaurant Violino Nr. 4 (2015)
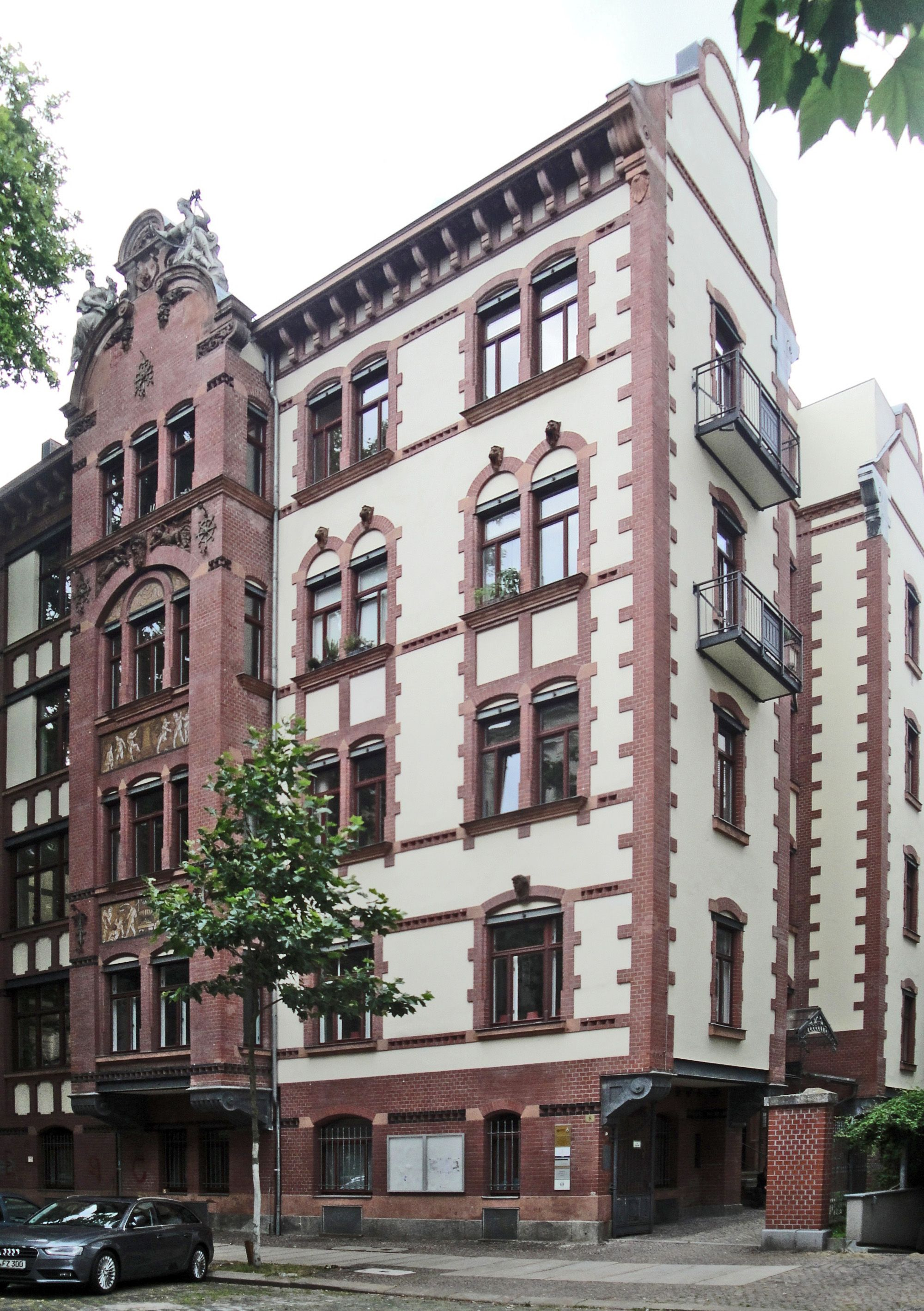
Nr. 8 (2016)
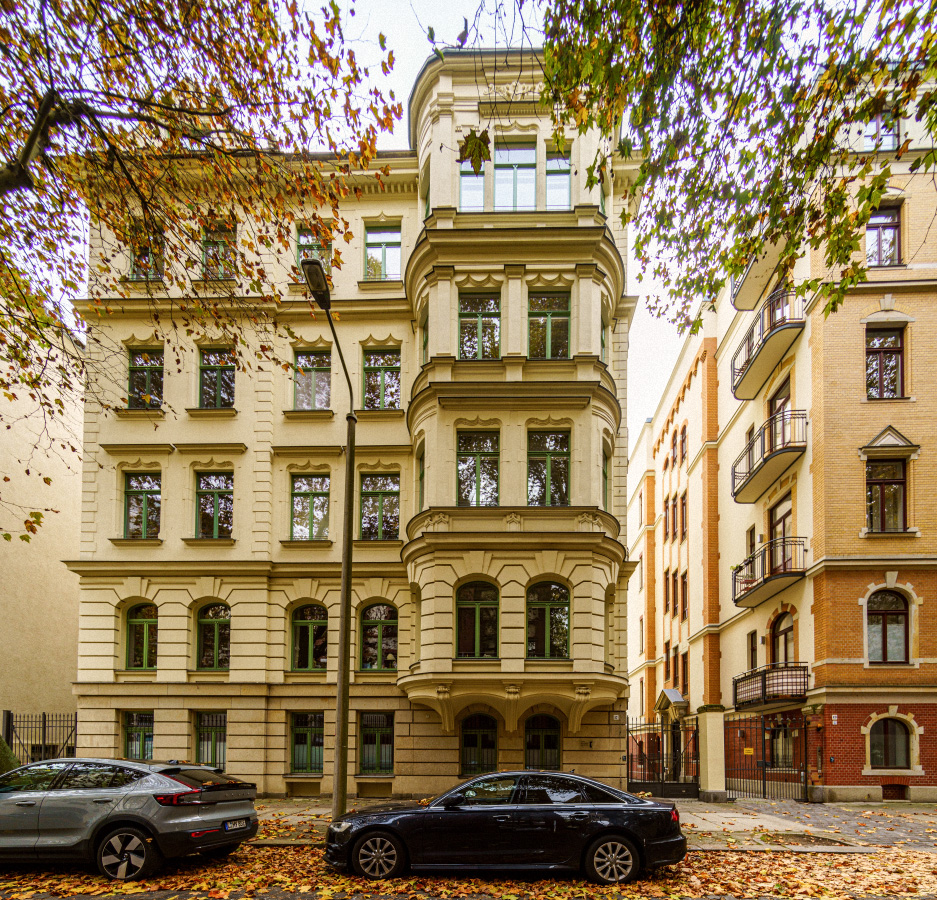
Nr. 17 (2024)
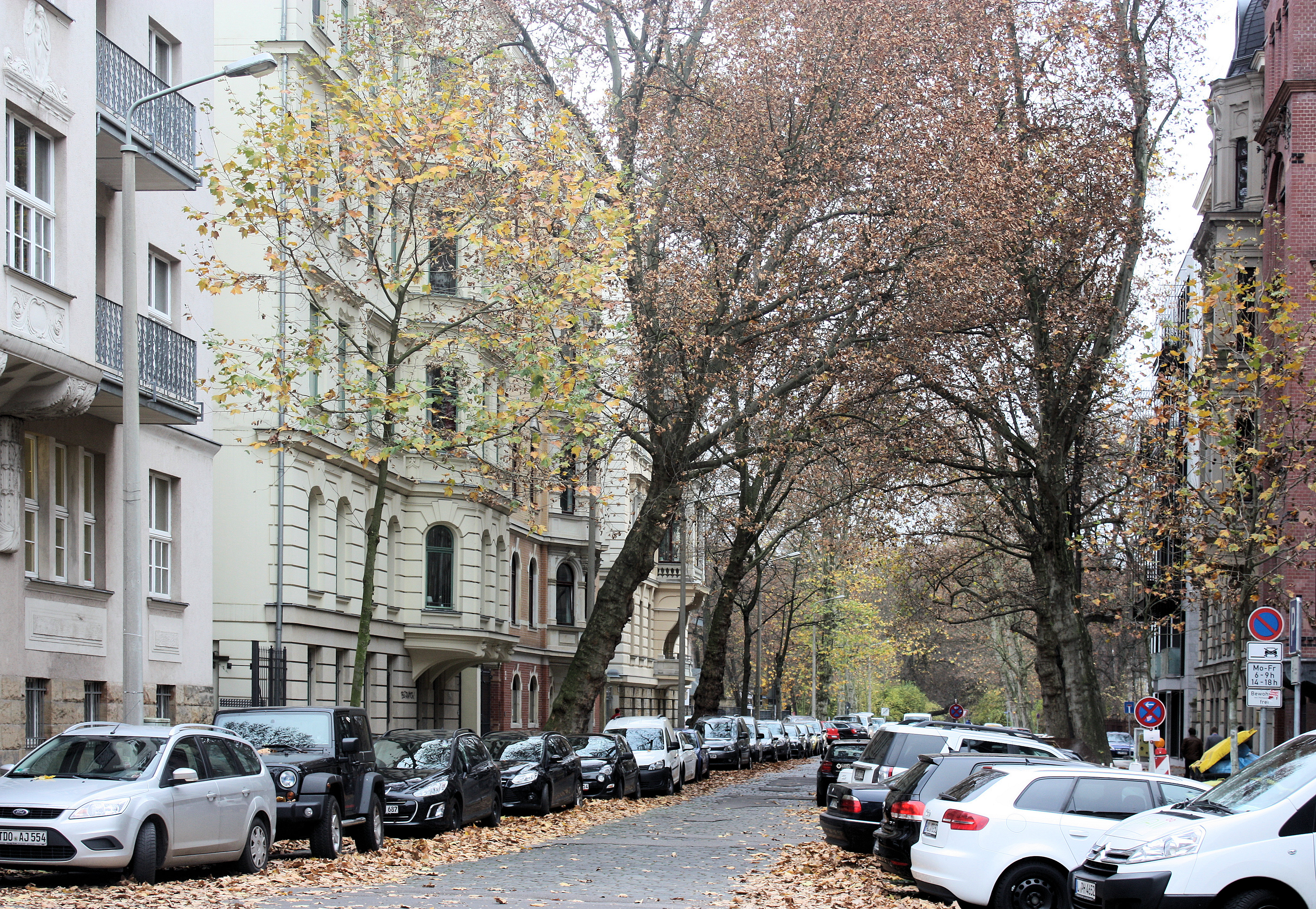
Westliches Straßenende (2015)